# Good Kill
Pour les articles homonymes, voir Drone (homonymie).
Pour plus de détails, voir Fiche technique et Distribution.
Good Kill, ou Drones au Québec, est un thriller américain écrit et réalisé par Andrew Niccol, sorti en 2014.
Le film est présenté en compétition officielle au festival international du film de Venise en 2014.

## Synopsis
Le major Thomas Egan est un ancien pilote de chasse aujourd'hui reconverti en pilote de drone de combat. Quand il ne combat pas les Talibans depuis sa base à Las Vegas, il est chez lui où il se querelle avec sa femme Molly et ses enfants. Alors qu'il développe un trouble de stress post-traumatique, Thomas remet sa mission en question : ne crée-t-il pas plus de terroristes qu’il n'en extermine ?

## Fiche technique
Sauf indication contraire, les informations mentionnées dans cette section peuvent être confirmées par la base de données cinématographiques IMDb,  présente dans la section « Liens externes ».
- Titre original et français : Good Kill
- Titre québécois : Drones[1]
- Réalisation : Andrew Niccol
- Scénario : Andrew Niccol
- Décors : Guy Barnes
- Direction artistique : Robert Scoville
- Photographie : Amir Mokri
- Montage : Zach Staenberg
- Musique : Christophe Beck
- Production : Nicolas Chartier et Zev Foreman
- Sociétés de production : Voltage Pictures (en)
- Sociétés de distribution : Voltage Pictures (en) (USA), La Belle Company (France)
- Pays d’origine : États-Unis
- Langue originale : anglais
- Format : couleur - 2,35:1 - son Dolby numérique
- Genre : thriller
- Durée : 102 minutes
- Dates de sortie[3] : 
  - Italie : 5 septembre 2014 (Mostra de Venise 2014)
  - Canada : 9 septembre 2014 (Festival international du film de Toronto 2014)
  - France : 22 avril 2015
  - Belgique : 6 mai 2015
  - États-Unis : 15 mai 2015

## Distribution
- Ethan Hawke (VF : Jean-Pierre Michaël) : major Thomas Egan
- January Jones (VF : Ingrid Donnadieu) : Molly Egan
- Zoë Kravitz (VF : Célia Asensio) : Vera Suarez
- Jake Abel : Zimmer
- Bruce Greenwood (VF : Bernard Lanneau) : colonel Jack Johns
- Alma Sisneros : Emily James
- Kristen Rakes : Iris
- Dylan Kenin : le capitaine Ed Christie

 Source et légende : version française (VF) sur RS Doublage et Carton de doublage TV

## Production

### Genèse et développement
Le film est notamment inspiré du témoignage de Brandon Bryant.

### Attribution des rôles
Ethan Hawke retrouve le réalisateur-scénariste Andrew Niccol pour la troisième fois, après Bienvenue à Gattaca (1997) et Lord of War (2005). Par ailleurs, Andrew Niccol retrouve Jake Abel, qu'il a dirigé dans Les Âmes vagabondes (2013).

### Tournage
Le tournage a débuté fin 2013 au Maroc. Il se poursuit, après une interruption, au Nouveau-Mexique en février 2014,.
À Ouarzazate, l'équipe de tournage a pu réutiliser des décors créés spécifiquement pour Kingdom of Heaven (2005), notamment des fortifications qui ont été conservées.

## Accueil

### Accueil critique
Le film reçoit un accueil plutôt favorable. Toutefois, au moment de la Mostra de Venise 2014, Isabelle Regnier du Monde écrit: « Le film est si mauvais qu'on peine à y croire. À partir d'un scénario qui lorgne du côté de la série Homeland, Andrew Niccol met en scène des personnages sans épaisseur, sans qualité. (...) Le reste – monologues didactiques sur l'enjeu militaire et moral des drones, dialogues téléphonés, blagues pas drôles, musique de bourrin – est à l'avenant ».  Dans le même quotidien (mais six mois plus tard), Thomas Sotinel écrit à l'occasion de la sortie du film en salles : "Malgré ces maladresses (...), Good Kill reste un film passionnant, soulevant (..) une bonne part des questions posées par les mutations de l’art de la guerre".

### Critique du film par l'armée
En relatant l'histoire d'un soldat américain qui combat seulement par drones interposés, Andrew Niccol a provoqué une vague de protestations au sein de l'armée. Le réalisateur commente : « Si tous ceux qui ont vu le film l’avaient adoré, je me serais dit que j’avais échoué : je cherche à susciter des réactions et des commentaires, et à bousculer le spectateur – pas à le caresser dans le sens du poil ! Je relate une réalité qui dérange, et c’est bien pour cela que l’armée ne m’a pas du tout soutenu dans ce projet. De toute évidence, les militaires ne tiennent pas à se mobiliser pour un film qui ne les présente pas sous leur meilleur jour ».

## Distinctions

### Nominations et sélections
- Festival international du film de Toronto 2014 : sélection « Special Presentations »
- Festival international du film de Venise 2014 : sélection officielle